# 索尼 FE 24-70mm F2.8 GM
索尼 FE 24-70mm F2.8 GM是索尼为E接环全画幅无反相机设计的恒定光圈变焦镜头，于2017年2月3日正式发布。该镜头虽然针对全画幅设计，但它仍能被用于索尼APS-C画幅E接环机身，等效焦距36-105毫米。